# Savu Husariu
Savu Husariu (n. 1880, Voiniceni – d. 27 ianuarie 1943, Târgu Mureș) a fost un deputat în Marea Adunare Națională de la Alba Iulia, organismul legislativ reprezentativ al „tuturor românilor din Transilvania, Banat și Țara Ungurească”, cel care a adoptat hotărârea privind Unirea Transilvaniei cu România, la 1 decembrie 1918.

## Biografie
A fost delegat titular al cercului electoral nr. II din Târgu Mureș.